# 利多圣尼各老堂
利多圣尼各老堂（San Nicolò al Lido）是一座教堂，位于意大利北部威尼斯利多岛的北部。堂内保存有水手的主保圣人圣尼各老的圣髑 （与巴里共享）。该堂庆祝传统的感恩弥撒“海上婚姻”（Sposalizio del Mare）。建筑群住着方济各会修士。

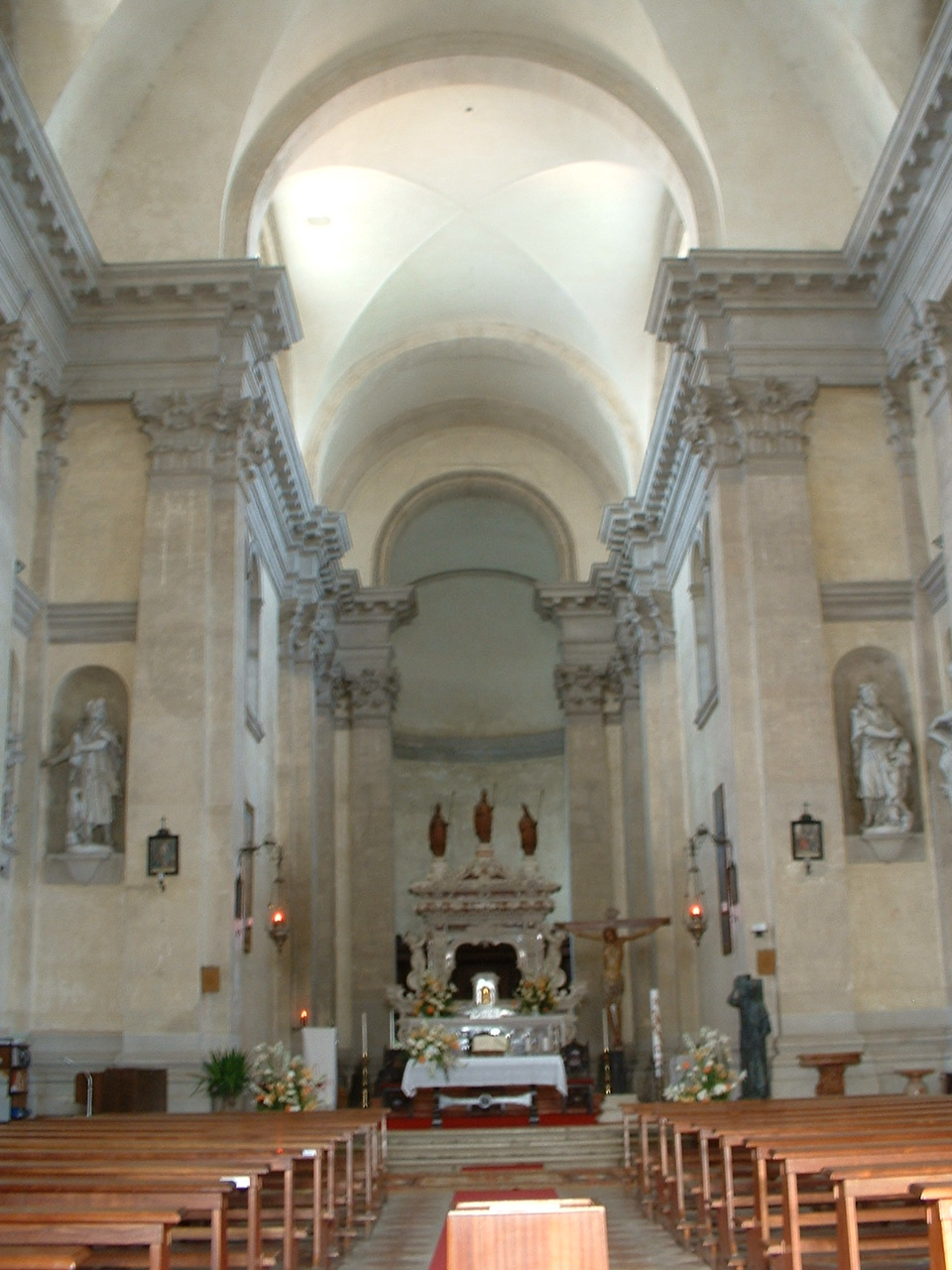

## 历史
修道院和教堂可追溯到中世纪早期威尼斯的起源。根据传说，修道院和教堂是由Zancaruol家族创建的。这里是通往大海的主要通道，威尼斯共和国的战略地点。
从这里开始，在996-998年，开始了第一次威尼斯海上探险。1000年5月9日，总督率领舰队彼得洛奥尔索洛二世出征，征服达尔马提亚。这一事件仍记录在“海上婚姻”的仪式中。在这座教堂中，总督多梅尼科·塞尔沃于1071年当选并加冕，因为聖馬爾谷聖殿宗主教座堂正在重建中。1099年，威尼斯人参加第一次十字军东征离开了这个港口，由威尼斯宗主教和总督维多利米希尔一世的儿子乔瓦尼领导。
1100年，圣尼各老的圣髑从吕基亚的米拉被盗，并且被埋在这个教堂里。然而，几年前，在1089年，圣人的遗体已被教宗乌尔班二世亲自埋葬在巴里。
尼各老被宣布为威尼斯舰队的保护者。1202年，第四次十字军的部队从这里离开。 1245年，Salinguerra II 被埋在这里;他是控制费拉拉城多年的吉伯林派贵族，挑战埃斯特家族的权威。1623年，圣尼各老的圣髑从教堂转移到修道院，以适应新建筑的建设，然后又放回祭台下面。

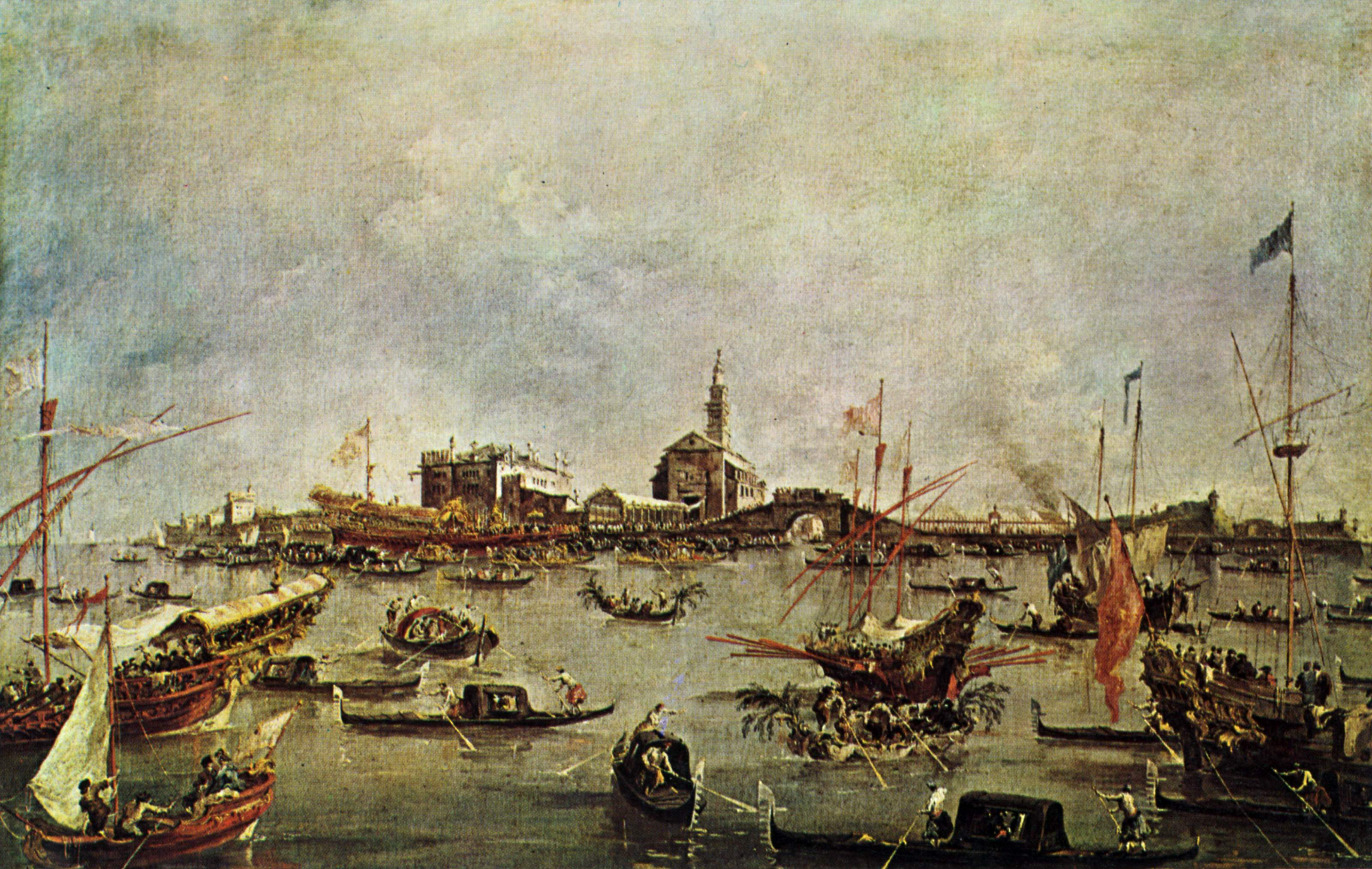

## 建筑和艺术
该堂有一个中殿，和附设的修道院，全都可以追溯到16世纪。巴洛克钟楼建于1626 - 1629年。立面上有总督Domenico Contarini的雕像，他曾光顾修道院。堂内有老帕尔马的圣母子和小帕尔马的San Giovannino。G大调的三口钟可以追溯到16世纪。

## 圣尼各老的圣髑

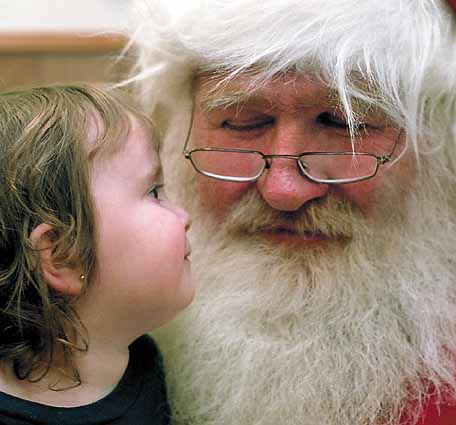

对于圣尼各老圣髑的拥有权，威尼斯和巴里之间长期以来一直存在争议。最近对骨骼进行了一些科学检查，在巴里（1953年）和威尼斯（1992年）。分析发现，这两个城市拥有的圣髑属于同一个人。
威尼斯圣髑的存在鲜为人知，所以该堂没有像巴里那样成为朝圣地，尤其是对于俄罗斯正教会。